# Callipseustes strigosa
Callipseustes strigosa là một loài bướm đêm trong họ Geometridae.